# لينشبرغ (فرجينيا)

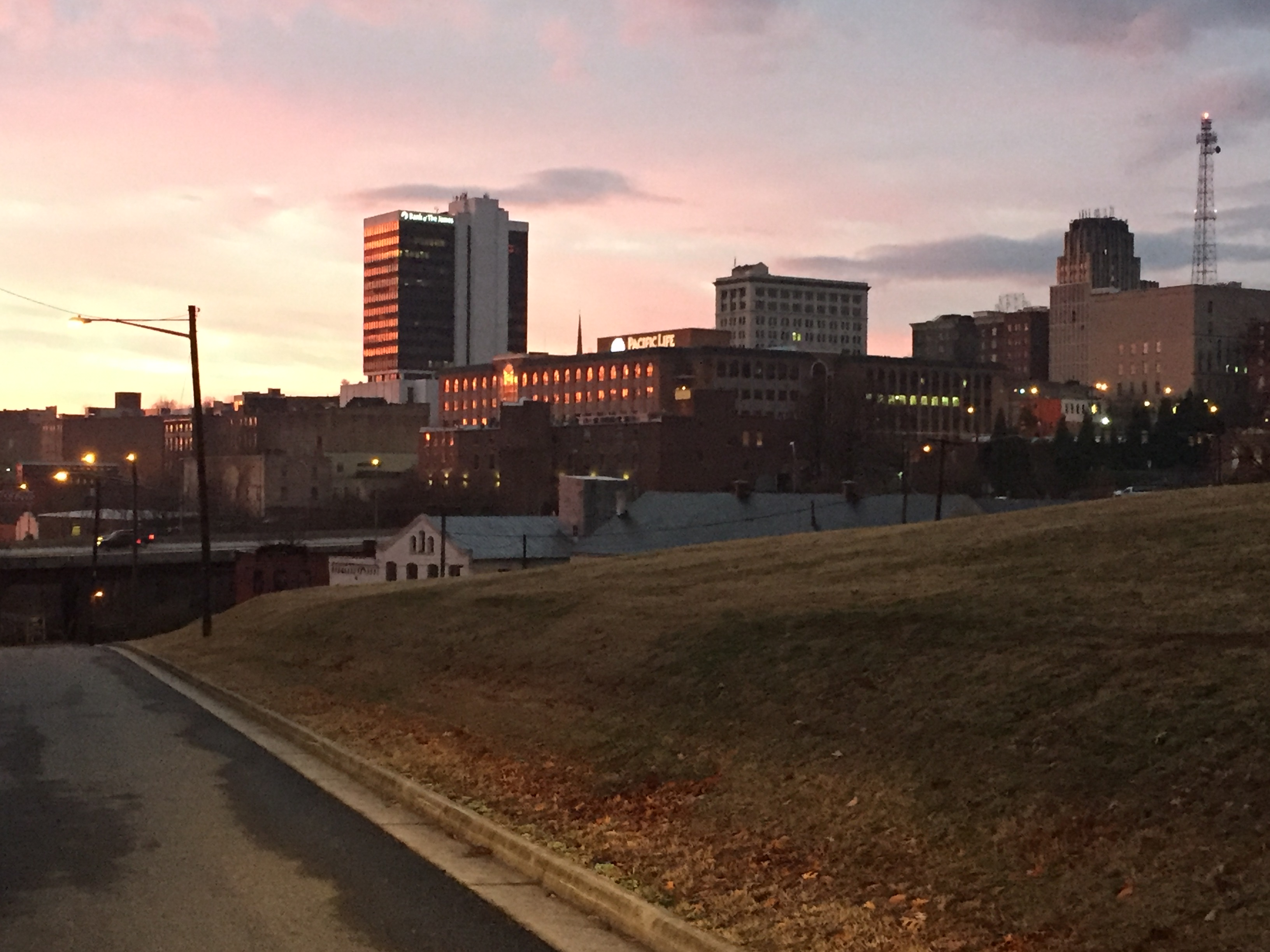
Downtown Lynchburg from Daniel's Hill at Point of Honor

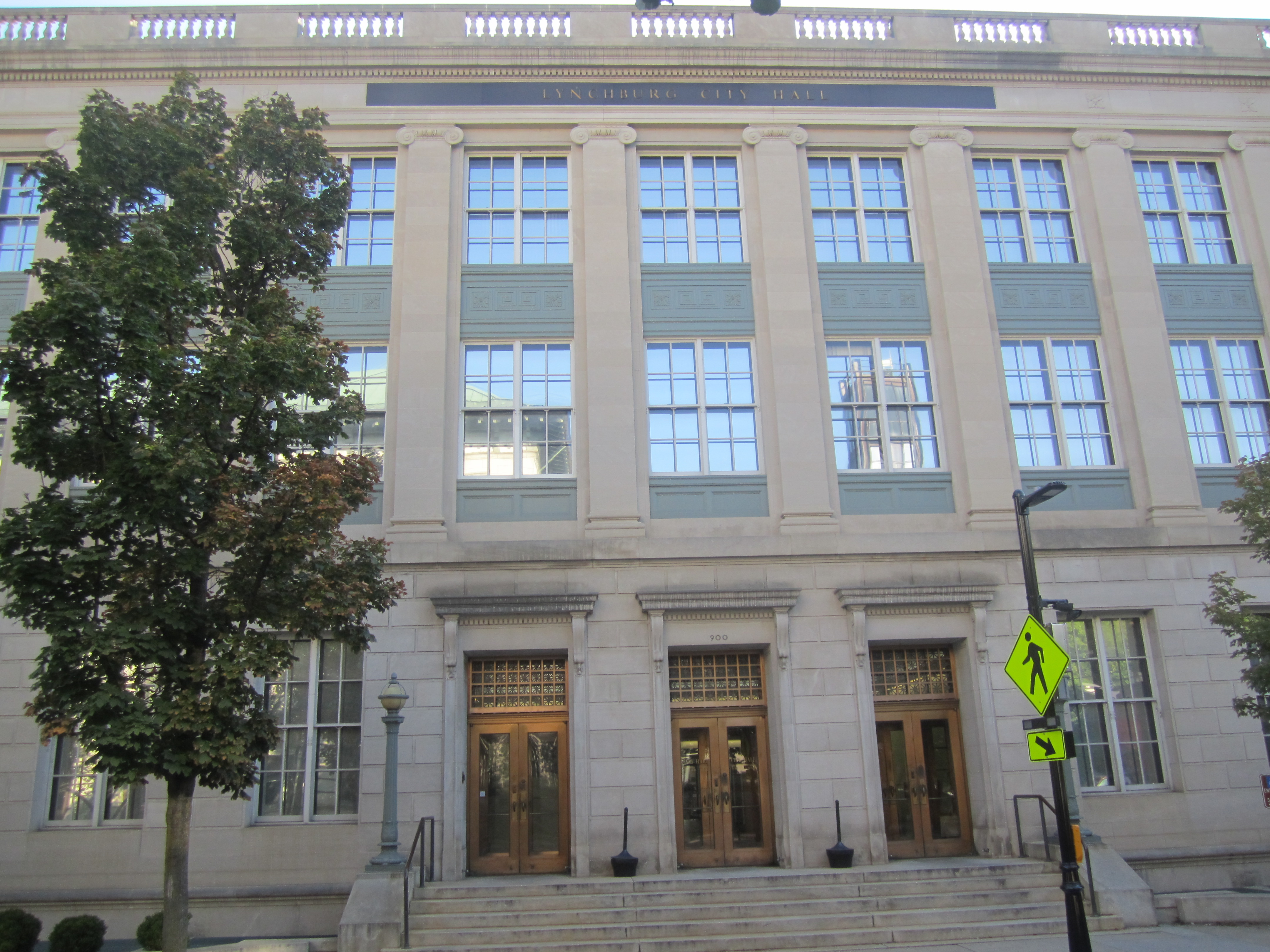
Lynchburg City Hall

لينشبرغ (بالإنجليزية: Lynchburg)‏ هي مدينة مستقلة في كومنولث ولاية فيرجينيا. بلغ عدد السكان 75,568 حسب تعداد عام 2010. وتقع في سفوح جبال بلو ريدج على طول ضفاف نهر جيمس، وهي معروفة باسم لينشبرغ «المدينة ذات التلال السبعة» أو «مدينة التل». وكانت ليشنبرغ المدينة الرئيسية الوحيدة في ولاية فرجينيا التي لم يقع في يد الاتحاد في الحرب الأهلية الأميركية.
تبلغ مساحة منطقة لينشبورغ العمرانية الإحصائية من 2122 ميل مربع (5500 km2) بالقرب من المركز الجغرافي من ولاية فرجينيا، وتشمل مقاطعة أمهيرست، مقاطعة أبوماتوكس، مقاطعة بيدفورد، مقاطعة كامبل، مدينة بيدفورد، مدينة لينشبورغ. هذا هو خامس أكبر منطقة عمرانية في ولاية فرجينيا التي يبلغ عدد سكانها 246,036. المدن القريبة الأخرى روانوك، شارلوتسفيل، ودانفيل. المدن الشقيقة ليشنبرج هم رويل-مالميزون في وفرنسا وغلاوشاو في ألمانيا.
لينشبورغ هي موطن جامعة سنترال فرجينيا الأهلية، جامعة ليبرتي، كلية لينشبورغ، كلية راندولف، وجامعة فرجينيا في لينشبورغ. تشمل منطقة لينشبورغ العمرانية أيضاً كلية سويت بريار.

## التركيبة السكانية
حدّد مكتب تعداد الولايات المتحدة بيانات التركيبة السكانية للينشبرغ في تعداد الولايات المتحدة. في ما يلي، التركيبة السكانية حسب تعدادي 2000 و2010.

### تعداد عام 2000
بلغ عدد سكان لينشبرغ 65,269 نسمة بحسب تعداد عام 2000، وبلغ عدد الأسر 25,477 أسرة وعدد العائلات 15,588 عائلة مقيمة في المدينة. في حين سجلت الكثافة السكانية 508.8 نسمة لكل كيلومتر مربع (1,317.8/ميل2). وبلغ عدد الوحدات السكنية 27,640 وحدة بمتوسط كثافة قدره 215.5 لكل كيلومتر مربع (558.1/ميل2).
وتوزع التركيب العرقي للمدينة بنسبة 66.63% من البيض و29.70% من الأمريكيين الأفارقة و0.26% من الأمريكيين الأصليين و1.28% من الأمريكيين ذوي الأصول الآسيوية و0.04% من سكان جزر المحيط الهادئ و0.63% من الأعراق الأخرى و1.46% من عرقين مختلطين أو أكثر و1.35% من الهسبانيون أو اللاتينيون من أي عرق.
بلغ عدد الأسر 25,477 أسرة كانت نسبة 30.9% منها لديها أطفال تحت سن الثامنة عشر تعيش معهم، وبلغت نسبة الأزواج القاطنين مع بعضهم البعض 41.6% من أصل المجموع الكلي للأسر، ونسبة 16% من الأسر كان لديها معيلات من الإناث دون وجود شريك، بينما كانت نسبة 3.6% من الأسر لديها معيلون من الذكور دون وجود شريكة وكانت نسبة 38.8% من غير العائلات. تألفت نسبة 32.7% من أصل جميع الأسر من عدة أفراد يعيشون في نفس المنزل ونسبة 12.9% كانت تتألف من شخص يعيش بمفرده يبلغ من العمر 65 عاماً أو أكثر. وبلغ متوسط حجم الأسرة المعيشية 2.30، أما متوسط حجم العائلات فبلغ 2.92.
بلغ العمر الوسطي للسكان 35.1 عاماً. وكانت نسبة 21.8% من القاطنين تحت سن الثامنة عشر، وكانت نسبة 8.5% بين الثامنة عشر والرابعة والعشرين عاماً، ونسبة 24.6% كانت واقعةً في الفئة العمرية ما بين الخامسة والعشرين والرابعة والأربعين عاماً، ونسبة 20.5% كانت ما بين الخامسة والأربعين والرابعة والستين، ونسبة 14.5% كانت ضمن فئة الخامسة والستين عاماً فما فوق. يوجد لكل 100 أنثى 86.7 ذكر، ويوجد لكل 100 أنثى في الثامنة عشر من عمرها فما فوق 81.6 ذكر.
بلغ متوسط دخل الأسرة في المدينة 32,234 دولارًا، أما متوسط دخل العائلة فبلغ 40,844 دولارًا. وكان متوسط دخل الذكور 31,390 دولارًا مقابل 22,431 دولارًا للإناث. وسجل دخل الفرد الخاص بالمدينة 18,263 دولارًا. وكانت نسبة 12.3% من العائلات ونسبة 15.9% من السكان تحت خط الفقر، وكان من هؤلاء نسبة 22.8% تحت سن الثامنة عشر ونسبة 10.7% في الخامسة والستين من العمر وما فوق.

### تعداد عام 2010
بلغ عدد سكان لينشبرغ 75,568 نسمة بحسب تعداد عام 2010، وبلغ عدد الأسر 28,476 أسرة وعدد العائلات 16,368 عائلة مقيمة في المدينة. في حين سجلت الكثافة السكانية 589.1 نسمة لكل كيلومتر مربع (1,525.8/ميل2). وبلغ عدد الوحدات السكنية 31,992 وحدة بمتوسط كثافة قدره 249.4 لكل كيلومتر مربع (645.9/ميل2).
وتوزع التركيب العرقي للمدينة بنسبة 64.41% من البيض و29.30% من الأمريكيين الأفارقة و0.31% من الأمريكيين الأصليين و2.47% من الأمريكيين ذوي الأصول الآسيوية و0.05% من سكان جزر المحيط الهادئ و1.26% من الأعراق الأخرى و2.20% من عرقين مختلطين أو أكثر و3.04% من الهسبانيون أو اللاتينيون من أي عرق.
بلغ عدد الأسر 28,476 أسرة كانت نسبة 27.8% منها لديها أطفال تحت سن الثامنة عشر تعيش معهم، وبلغت نسبة الأزواج القاطنين مع بعضهم البعض 37.2% من أصل المجموع الكلي للأسر، ونسبة 16.3% من الأسر كان لديها معيلات من الإناث دون وجود شريك، بينما كانت نسبة 4% من الأسر لديها معيلون من الذكور دون وجود شريكة وكانت نسبة 42.5% من غير العائلات. تألفت نسبة 33.3% من أصل جميع الأسر من عدة أفراد يعيشون في نفس المنزل ونسبة 12.5% كانت تتألف من شخص يعيش بمفرده يبلغ من العمر 65 عاماً أو أكثر. وبلغ متوسط حجم الأسرة المعيشية 2.30، أما متوسط حجم العائلات فبلغ 2.92.
بلغ العمر الوسطي للسكان 30.3 عاماً. وكانت نسبة 19.6% من القاطنين تحت سن الثامنة عشر، وكانت نسبة 22.9% بين الثامنة عشر والرابعة والعشرين عاماً، ونسبة 22.3% كانت واقعةً في الفئة العمرية ما بين الخامسة والعشرين والرابعة والأربعين عاماً، ونسبة 21.3% كانت ما بين الخامسة والأربعين والرابعة والستين، ونسبة 14% كانت ضمن فئة الخامسة والستين عاماً فما فوق. وتوزع التركيب الجنسي للسكان بنسبة 46.9% ذكور و53.1% إناث.

## المناخ
يظهر الجدول التالي التغييرات المناخية على مدار السنة للينشبرغ:
| البيانات المناخية لـلينشبرغ         | البيانات المناخية لـلينشبرغ | البيانات المناخية لـلينشبرغ | البيانات المناخية لـلينشبرغ | البيانات المناخية لـلينشبرغ | البيانات المناخية لـلينشبرغ | البيانات المناخية لـلينشبرغ | البيانات المناخية لـلينشبرغ | البيانات المناخية لـلينشبرغ | البيانات المناخية لـلينشبرغ | البيانات المناخية لـلينشبرغ | البيانات المناخية لـلينشبرغ | البيانات المناخية لـلينشبرغ | البيانات المناخية لـلينشبرغ |
| الشهر                               | يناير                       | فبراير                      | مارس                        | أبريل                       | مايو                        | يونيو                       | يوليو                       | أغسطس                       | سبتمبر                      | أكتوبر                      | نوفمبر                      | ديسمبر                      | المعدل السنوي               |
| ----------------------------------- | --------------------------- | --------------------------- | --------------------------- | --------------------------- | --------------------------- | --------------------------- | --------------------------- | --------------------------- | --------------------------- | --------------------------- | --------------------------- | --------------------------- | --------------------------- |
| الدرجة القصوى °ف (°م)               | 80 (27)                     | 82 (28)                     | 92 (33)                     | 95 (35)                     | 100 (38)                    | 104 (40)                    | 106 (41)                    | 105 (41)                    | 102 (39)                    | 98 (37)                     | 83 (28)                     | 79 (26)                     | 106 (41)                    |
| الحد الأقصى المتوسط °ف (°م)         | 66.3 (19.1)                 | 69.3 (20.7)                 | 78.8 (26.0)                 | 86.0 (30.0)                 | 88.4 (31.3)                 | 92.5 (33.6)                 | 95.1 (35.1)                 | 94.1 (34.5)                 | 90.0 (32.2)                 | 83.7 (28.7)                 | 75.1 (23.9)                 | 66.9 (19.4)                 | 95.9 (35.5)                 |
| متوسط درجة الحرارة الكبرى °ف (°م)   | 45.4 (7.4)                  | 49.1 (9.5)                  | 57.9 (14.4)                 | 68.2 (20.1)                 | 75.4 (24.1)                 | 83.2 (28.4)                 | 86.5 (30.3)                 | 85.2 (29.6)                 | 78.3 (25.7)                 | 68.5 (20.3)                 | 58.5 (14.7)                 | 47.8 (8.8)                  | 67.0 (19.4)                 |
| متوسط درجة الحرارة الصغرى °ف (°م)   | 24.8 (−4.0)                 | 27.2 (−2.7)                 | 33.8 (1.0)                  | 42.6 (5.9)                  | 50.9 (10.5)                 | 60.1 (15.6)                 | 64.0 (17.8)                 | 63.0 (17.2)                 | 55.7 (13.2)                 | 44.0 (6.7)                  | 35.1 (1.7)                  | 27.3 (−2.6)                 | 44.0 (6.7)                  |
| الحد الأدنى المتوسط °ف (°م)         | 6.9 (−13.9)                 | 12.7 (−10.7)                | 18.9 (−7.3)                 | 28.2 (−2.1)                 | 38.1 (3.4)                  | 49.2 (9.6)                  | 55.4 (13.0)                 | 54.7 (12.6)                 | 42.1 (5.6)                  | 29.8 (−1.2)                 | 21.8 (−5.7)                 | 12.3 (−10.9)                | 3.7 (−15.7)                 |
| أدنى درجة حرارة °ف (°م)             | −10 (−23)                   | −11 (−24)                   | 5 (−15)                     | 20 (−7)                     | 31 (−1)                     | 40 (4)                      | 49 (9)                      | 45 (7)                      | 35 (2)                      | 21 (−6)                     | 8 (−13)                     | −4 (−20)                    | −11 (−24)                   |
| الهطول إنش (مم)                     | 3.14 (80)                   | 2.93 (74)                   | 3.58 (91)                   | 3.31 (84)                   | 3.73 (95)                   | 3.62 (92)                   | 4.36 (111)                  | 3.26 (83)                   | 3.88 (99)                   | 3.11 (79)                   | 3.41 (87)                   | 3.24 (82)                   | 41.57 (1٬056)               |
| متوسط تساقط الثلوج إنش (سم)         | 4.5 (11)                    | 4.2 (11)                    | 1.8 (4.6)                   | 0.1 (0.25)                  | 0 (0)                       | 0 (0)                       | 0 (0)                       | 0 (0)                       | 0 (0)                       | 0 (0)                       | 0.2 (0.51)                  | 2.1 (5.3)                   | 12.9 (33)                   |
| متوسط أيام هطول الأمطار (≥ 0.01 in) | 9.2                         | 9.4                         | 10.6                        | 10.0                        | 12.3                        | 10.0                        | 11.7                        | 9.4                         | 8.3                         | 7.1                         | 8.3                         | 9.6                         | 115.9                       |
| متوسط الأيام المثلجة (≥ 0.1 in)     | 2.0                         | 2.0                         | 1.0                         | 0.1                         | 0                           | 0                           | 0                           | 0                           | 0                           | 0                           | 0.1                         | 1.3                         | 6.5                         |
| ساعات سطوع الشمس الشهرية            | 167.0                       | 168.2                       | 221.7                       | 243.7                       | 272.3                       | 287.5                       | 273.4                       | 256.6                       | 226.5                       | 215.4                       | 169.6                       | 155.9                       | 2٬657٫8                     |
| نسبة وصول أشعة الشمس                | 54                          | 56                          | 60                          | 62                          | 62                          | 65                          | 61                          | 61                          | 61                          | 62                          | 55                          | 52                          | 60                          |
| المصدر: NOAA (sun 1961–1990)        |                             |                             |                             |                             |                             |                             |                             |                             |                             |                             |                             |                             |                             |

## توأمة
للينشبرغ (فرجينيا) اتفاقيات توأمة مع:
- روي-مالميزون [13]

## أعلام
- أوتا بينغا
- لوري بارترام
- ديسموند دوس
- سكيت أولريك
- ديفيد بيك تود
- برانت باركر
- جون دبليو. دانيال
- لوسيوس شيبرد
- جيري فالويل
- ليلاند ملفين